# 猛禽级巡逻艇
猛禽级巡逻艇（03160型巡逻艇，俄文：Патрульные катера проекта 03160  «Раптор» ），是俄罗斯海军2015年起装备的一型高速巡逻艇。该型巡逻艇在列宁格勒州奥特拉德诺耶的佩拉造船厂建造。该艇能全天候在沿海、河口和海峡等水域执行作战任务。该艇目前已在俄罗斯海军的黑海舰队、波罗的海舰队和里海舰队服役。

## 设计

### 武装
该巡逻艇配备一个遥控武器站，可集成一挺14.5毫米KPV重机枪或12.7毫米Kord重机枪，以及一个陀螺稳定的光电模块。该枪的射程为2,000m，光电模块可提供3,000m 范围内的目标侦测。
船尾安装了两个支架安装座，每个支架可携带一挺7.62毫米PKP“佩切涅格”通用机枪。该枪的有效射程为1,500m，射速在每分钟600至800发之间。

## 开发和服役
项目的首艇P-274（序列号701）于2013年8月15日下水，到8月27日完成系泊试验。
据了解，佩拉造船厂与俄罗斯联邦国防部2014年6月30日签署建造03160型（猛禽级）船只的契約，根据契約，该造船厂承诺在2014年交付4艘船只，2015年再交付4艘船。
第二艘同型船P-275（序列号702）于2014年6月17日下水进行工厂海试，然后是第三艘同型船P-276（序列号703）。到2014年底，计划将4艘船移交到俄罗斯海军。实际上，三艘船已经下水并准备开始测试——P-275、P-276和P-281。这些船的测试于2014年12月开始。2015年3月5日，在新罗西斯克海军基地，它们被俄罗斯黑海舰队的一支反破坏分队接收。2015年6月12日，在俄罗斯日，圣安德鲁旗在船上升起。
第4艘同型船P-281（序列 704）于2014年下水。完成测试后，该船于2015年3月25日被接收。加入驻扎在喀琅施塔得的俄罗斯波罗的海舰队。
在完成测试后，另外两艘巡逻艇于2015年11月末加入海军。 该系列的8艘艇，于2015年12月28日全部被俄罗斯海军接收。
2016年5月，俄罗斯国防部与列宁格勒州佩拉造船厂签署了第二份合同，将在2018年底之前为俄罗斯海军再交付6艘猛禽级巡逻艇。再建造10艘艇的第三笔订单也已经签订。

## 2022年俄罗斯入侵乌克兰期間的战损
- 2022年3月21日，一艘猛禽级巡逻艇在马里乌波尔附近水域受损（俄罗斯方宣称）或沉没（乌克兰方宣称）。[11]
- 2022年5月2日，乌克兰方發布影片，声称在黑海蛇岛附近使用拜拉克塔尔TB2摧毁了两艘猛禽级巡逻艇。[12][13]

## 脚注
1. ↑  由于外观相似，该型艇可能会与02510型高速运输突击艇BK16混淆。 Десантные катера проекта 02510（俄语：Десантные катера проекта 02510）